# فانافارا
فانافارا (بالروسية: Ванавара) هي مدينة في مقاطعة كراسنويارسك كراي في روسيا. يبلغ عدد سكانها حوالي 3201 نسمة.

## المناخ
يظهر الجدول التالي التغييرات المناخية على مدار السنة لفانافارا:
| البيانات المناخية لـفانافارا          | البيانات المناخية لـفانافارا | البيانات المناخية لـفانافارا | البيانات المناخية لـفانافارا | البيانات المناخية لـفانافارا | البيانات المناخية لـفانافارا | البيانات المناخية لـفانافارا | البيانات المناخية لـفانافارا | البيانات المناخية لـفانافارا | البيانات المناخية لـفانافارا | البيانات المناخية لـفانافارا | البيانات المناخية لـفانافارا | البيانات المناخية لـفانافارا | البيانات المناخية لـفانافارا |
| الشهر                                 | يناير                        | فبراير                       | مارس                         | أبريل                        | مايو                         | يونيو                        | يوليو                        | أغسطس                        | سبتمبر                       | أكتوبر                       | نوفمبر                       | ديسمبر                       | المعدل السنوي                |
| ------------------------------------- | ---------------------------- | ---------------------------- | ---------------------------- | ---------------------------- | ---------------------------- | ---------------------------- | ---------------------------- | ---------------------------- | ---------------------------- | ---------------------------- | ---------------------------- | ---------------------------- | ---------------------------- |
| الدرجة القصوى °م (°ف)                 | 1.3 (34.3)                   | 5.3 (41.5)                   | 13.8 (56.8)                  | 20.7 (69.3)                  | 33.9 (93.0)                  | 35.2 (95.4)                  | 35.7 (96.3)                  | 34.8 (94.6)                  | 29.6 (85.3)                  | 19.2 (66.6)                  | 6.9 (44.4)                   | 1.7 (35.1)                   | 35.7 (96.3)                  |
| متوسط درجة الحرارة الكبرى °م (°ف)     | −22.7 (−8.9)                 | −15.8 (3.6)                  | −4.9 (23.2)                  | 3.6 (38.5)                   | 13.1 (55.6)                  | 21.6 (70.9)                  | 24.9 (76.8)                  | 20.9 (69.6)                  | 11.7 (53.1)                  | 0.5 (32.9)                   | −12.8 (9.0)                  | −21.6 (−6.9)                 | 1.5 (34.8)                   |
| المتوسط اليومي °م (°ف)                | −28.4 (−19.1)                | −24.2 (−11.6)                | −13.8 (7.2)                  | −3.4 (25.9)                  | 6.3 (43.3)                   | 14.4 (57.9)                  | 17.8 (64.0)                  | 13.8 (56.8)                  | 5.6 (42.1)                   | −3.9 (25.0)                  | −18.3 (−0.9)                 | −27.1 (−16.8)                | −5.1 (22.8)                  |
| متوسط درجة الحرارة الصغرى °م (°ف)     | −34.5 (−30.1)                | −31.7 (−25.1)                | −22.9 (−9.2)                 | −10.9 (12.4)                 | −0.4 (31.3)                  | 7.0 (44.6)                   | 10.2 (50.4)                  | 6.9 (44.4)                   | 0.3 (32.5)                   | −8.2 (17.2)                  | −23.8 (−10.8)                | −32.7 (−26.9)                | −11.7 (10.9)                 |
| أدنى درجة حرارة °م (°ف)               | −61.0 (−77.8)                | −57.7 (−71.9)                | −50.3 (−58.5)                | −39.0 (−38.2)                | −26.4 (−15.5)                | −6.2 (20.8)                  | −3.0 (26.6)                  | −5.9 (21.4)                  | −16.2 (2.8)                  | −39.2 (−38.6)                | −54.5 (−66.1)                | −58.2 (−72.8)                | −61.0 (−77.8)                |
| الهطول مم (إنش)                       | 21 (0.8)                     | 15 (0.6)                     | 15 (0.6)                     | 28 (1.1)                     | 35 (1.4)                     | 56 (2.2)                     | 55 (2.2)                     | 54 (2.1)                     | 42 (1.7)                     | 42 (1.7)                     | 33 (1.3)                     | 24 (0.9)                     | 420 (16.6)                   |
| متوسط الأيام الممطرة                  | 0                            | 0                            | 1                            | 8                            | 17                           | 17                           | 15                           | 16                           | 16                           | 10                           | 1                            | 0.1                          | 101.1                        |
| متوسط الأيام المثلجة                  | 25                           | 21                           | 17                           | 10                           | 2                            | 0.2                          | 0                            | 0                            | 1                            | 14                           | 24                           | 25                           | 139.2                        |
| متوسط الرطوبة النسبية (%)             | 77                           | 74                           | 66                           | 60                           | 57                           | 62                           | 66                           | 73                           | 75                           | 78                           | 79                           | 78                           | 70                           |
| ساعات سطوع الشمس الشهرية              | 54                           | 119                          | 186                          | 226                          | 245                          | 288                          | 295                          | 216                          | 142                          | 86                           | 62                           | 27                           | 1٬946                        |
| المصدر #1: pogoda.ru.net              |                              |                              |                              |                              |                              |                              |                              |                              |                              |                              |                              |                              |                              |
| المصدر #2: NOAA (sun only, 1961-1990) |                              |                              |                              |                              |                              |                              |                              |                              |                              |                              |                              |                              |                              |